# حسن أباد بدم (نصروان)
حسن أباد بدم (بالفارسية: حسن‌آباد پدم) هي قرية تقع في إيران في البلدة المركزية. يقدر عدد سكانها بـ 213 نسمة .